# 金手指 (小说)
《金手指》（英語：Goldfinger）是英国作家伊恩·弗莱明创作的第七本詹姆斯·邦德系列小说，1958年1至2月写就，1959年3月23日经乔纳森·凯普出版社在英国首发。小说讲述秘密情報局特工詹姆斯·邦德调查奥里克·金手指的黄金走私活动，秘密情报局怀疑此人与苏联反间谍机构施密尔舒有关。邦德发现金手指不但利用世界巨富的背景走私黄金，而且还有更大的阴谋：从诺克斯堡盗取美国黃金儲備。
邦德在本书中的人物形象比过去小说更加复杂和丰满，弗莱明将他塑造成圣乔治式人物，并以英国特工解决美国问题的情节呼应。与其他邦德小说一样，弗莱明在书中沿用现实生活中认识或知道的人名，小说同名大反派金手指就源自同姓建筑师恩诺·戈德芬格。戈德芬格得知后威胁起诉，双方达成庭外和解。奥里克·金手指对黄金非常痴迷，而且粗鲁无礼，生活习惯和爱好与众不同；弗莱明很可能是根据美国黄金大鳄小查尔斯·恩格哈德创作这个角色。弗莱明还像过去的小说那样在书中应用亲身经历，邦德和金手指打高尔夫球的情节源自1957年伯克郡高尔夫俱乐部赛事，弗莱明当时的球友是英国高尔夫球公开赛冠军彼得·汤姆森。
《金手指》出版后马上登顶畅销书排行榜并广受好评，评论员认为小说与赫尔曼·西里尔·麦克尼尔和約翰·布肯等惊悚小说家的作品相比也毫不逊色。《金手指》在《每日快報》连载，后又改编成连环漫画。1964年，小说改编成同名电影，是詹姆斯·邦德系列电影第三弹，肖恩·康纳利饰演邦德。2010年，小说又改编成英國廣播公司電台节目，托比·斯蒂芬斯诠释邦德，伊恩·麦凯伦饰金手指。

## 内容简介
偶然
英国秘密情報局特工詹姆斯·邦德破坏墨西哥海洛因走私活动后在迈阿密转机，他遇到曾在《皇家赌场》短暂相识并打过牌的美国富商朱尼乌斯·杜邦（Junius Du Pont）。正与奥里克·金手指（Auric Goldfinger）玩凱納斯特紙牌的杜邦请邦德帮忙看看对手是如何出千，邦德很快就发现金手指不过是利用助手吉尔·马斯特顿（Jill Masterton）偷看杜邦的牌。邦德逼迫金手指承认出千，把赢的钱还给杜邦，邦德顺便还与马斯特顿风流一场。秘密情报局主管派刚刚返回伦敦的邦德调查金手指是如何把黄金偷运出英国，怀疑此人与苏联反间谍机构施密尔舒有关，用黄金资助该机构在西方国家的运作。接下来邦德前往英格兰银行，了解黄金走私手段。
巧合
邦德制造巧合，与金手指打起高尔夫球。金手指想作弊赢球，但还是被邦德抢到先手。金手指随后邀请邦德前往他位于里卡尔弗（Reculver）的豪宅作客，邦德在外面窥探时差点被监控镜头发现。进入毫宅后，金手指向邦德介绍家中朝鲜裔勤杂工奥德贾伯（Oddjob）。
邦德驾驶秘密情报局配备的阿斯顿·马丁DB Mark III轿车与金手指赛车，奥德贾伯驾驶老板的复古型劳斯莱斯银鬼（改配装甲和防弹玻璃）获胜。邦德和金手指都经客货空运前往瑞士，邦德跟踪金手指抵达日内瓦某处仓库，发现劳斯莱斯银鬼装甲其实是表面镀银的黄金，在金手指位于肯特郡的精炼厂铸造成板。汽车送到瑞士的工厂后，金手指又把装甲板内的黄金铸入飞机座椅，再装上他拥有大量股份的航空公司飞机，走私的黄金最后卖到印度牟取暴利。金手指此前在吉尔·马斯特顿身上涂满金漆令其死亡，吉尔的妹妹蒂莉（Tilly）想杀他报仇但被邦德阻止。警报响起，两人逃跑不及被抓。
敌人作崇
邦德拒不承认跟踪金手指，奥德贾伯对他极力折磨。为免被电锯锯成两段，邦德表示愿为金手指效劳，金手指起初嗤之以鼻，但后来接受。金手指把邦德和蒂莉带到纽约仓库，这里正是他的行动总部。金手指与众多犯罪团伙会面，安排邦德和蒂莉充当秘书，原来他招募大批流氓、暴徒和黑帮分子协助“大满贯行动”，计划偷走诺克斯堡的黄金储备。帮派老大赫尔穆特·斯普林格（Helmut Springer）拒绝参与，随即被奥德贾伯杀害。邦德得知-{金手指}+计划朝诺克斯堡供水系统投毒杀害所有守卫，他设法将情报藏在金手指私人飞机的厕所，希望他人发现信息后通知平克頓偵探事務所，他的朋友、曾经合作的前联邦调查局特工费利克斯·雷特（Felix Leiter）此时就在该事务所工作。
大满贯行动开始后，诺克斯堡守军反击有力，显然雷特发现邦德的情报后采取行动。眼见形势不妙的金手指溜之大吉，蒂莉是同性恋，希望女同性恋窃贼团伙头目普茜·嘉萝尔（Pussy Galore）能保护他，但被奥德贾伯杀害。金手指、奥德贾伯和黑帮老大在混战中逃脱，准备坐飞机回英格兰的邦德被药迷倒，醒来时发现已遭金手指所擒，对方还劫持英國海外航空班机并对机组人员下毒。邦德设法打破飞机窗户，失控減壓将奥德贾伯吸出机外，邦德接下来打倒金手指并将他勒死。接下来他用枪逼迫机组人员在加拿大近海迫降，众人随后获附近的气象船救援。

## 背景和创作过程
1958年1月，作家伊恩·弗莱明已经连续五年各出版一部小说，分别是1953年的《皇家赌场》、1954年的《生死关头》、1955年的《太空城》、1956年的《金刚钻》和1957年的《俄罗斯之恋》。第六本小说《诺博士》已在编辑准备印刷。弗莱明这个月前往牙买加黄金眼庄园，开始创作新书并保持前几部小说的创作效率。1963年5月，他在《书与书虫》（Books and Bookmen）杂志介绍写作技巧，自称“早上大概写三个钟头……晚上六到七点再写一小时。我从不修改，也从不回头检视写出来的东西……照我的办法，你一天也能写两千字。”他带着270页打字稿同年三月返回伦敦，比之前的小说都长。作者原定书名是《世界首富》（The Richest Man in the World），初稿与成书内容基本一致。
弗莱明的小说中没有明确说明日期，但有两位作家根据所有詹姆斯·邦德系列小说反映的情节和局势推导出时间轴。约翰·格里斯沃尔德（John Griswold）和亨利·钱斯洛（Henry Chancellor）都曾代表伊恩·弗莱明出版社创作图书，钱斯洛认为《金手指》的故事发生在1957年，格里斯沃尔德的推断更精确，认为是在这年四月下旬到六月上旬。
弗莱明一直对黄金非常着迷，他收藏西班牙达布隆金币，还从皇家打字机公司订购镀金打字机，只是从没用过。他用金尖圆珠笔写作，许多小说都有巧取豪夺黄金的情节。弗莱明向伦敦同业公会负责化验贵金属纯度的专家发去调查问卷，询问黄金特征、行业应用背景及走私等信息，为小说创作打基础。
作者原计划将扑克牌局写入另一部短篇小说，后来才决定用于推进邦德与金手指首度接触的情节。建筑师恩诺·戈德芬格（Ernő Goldfinger）得知书中反派使用他的姓氏后威胁起诉，此时小说已经印刷但尚未出版，弗莱明于是反过来威胁会给书加入勘误表，把“戈德芬格”（字面意为“金手指”）改成“戈德普里克”（Goldprick，字面意为“金阴茎”、“金蠢货”、“金笨蛋”、“金白痴”等），旁边还会注明是因戈德芬格的威胁改名，最后双方达成庭外和解，乔纳森·凯普出版社（Jonathan Cape）承担恩诺的法庭开支并送他六本《金手指》，还承诺书中每次提到金手指都用全名。
弗莱明觉得《金手指》的创作比之前六部小说都要轻松，但写完时自认已灵感枯竭。作家威廉·普洛默（William Plomer）是弗莱明的朋友，曾校对所有邦德系列小说，邦德在写给他的信中表示《金手指》是“最后一部篇幅达到长篇标准的邦德小说……将来或许我还能想出情节，但再也没法一次写出七万字。”

## 发展

### 情节灵感

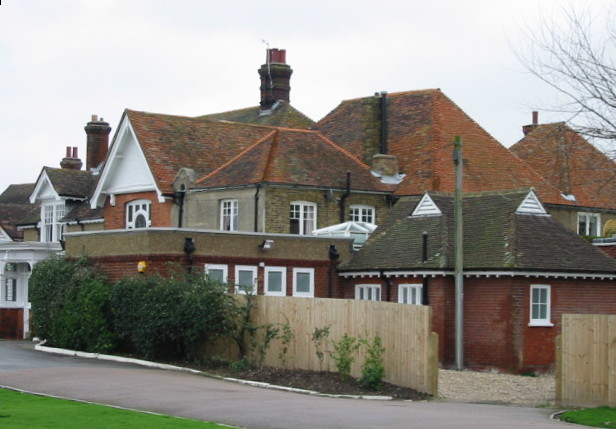
皇家圣乔治高尔夫俱乐部

书中部分情节源自弗莱明现实生活中看到的消息。例如第一次世界大战前欧洲某歌舞女郎在身上涂满油漆导致丧命，飞机失控减压是作者原计划用在其他作品中的情节。弗莱明总觉得坐飞机不舒服，他得知多年前有飞机在黎巴嫩上空失控减压，导致美国乘客吸出窗外后就把事件记录下来，打算将来创作时借鉴。与前几部小说一样，弗莱明也在本书借用熟人的名字。軍情五處间谍兼牛津大学学者约翰·马斯特曼爵士（Sir John Masterman）曾在第二次世界大战期间维持双重间谍体系运作，书中吉尔与蒂利·马斯特顿姐妹便是借鉴他的姓氏。皇家圣乔治高尔夫俱乐部职业选手阿尔弗雷德·怀廷（Alfred Whiting）便是书中的阿尔弗雷德·布莱金（Alfred Blacking），皇家圣乔治高尔夫俱乐部变成邦德和金手指比赛的皇家圣马克高尔夫俱乐部。
1957年6月，弗莱明曾于1957年6月参加伯克郡高尔夫俱乐部的鲍梅克职业对业余高尔夫锦标赛，他的搭档是英国高尔夫球公开赛冠军彼得·汤姆森（Peter Thomson），此次经历大部分背景信息融入邦德与金手指的比赛。布兰奇·布莱克威尔（Blanche Blackwell）是弗莱明在牙买加的邻居，后来成了他的姘头，是书中普茜·嘉萝尔（Pussy Galore）的原型，但名字“普茜”源自作者朋友的夫人普茜·迪肯（"Pussy" Deakin），原名利维亚·斯特拉（Livia Stela），曾是特别行动执行处特工。
约翰·布莱克威尔（John Blackwell）是弗莱明的高尔夫球友，也是布兰奇·布莱克威尔的堂兄弟，他还是恩诺·戈德芬格的亲家兄弟。约翰很讨厌戈德芬格，弗莱明正是因为他才想起戈德芬格。作者本人也不喜欢戈德芬格，觉得他不该摧毁过去的维多利亚风格建筑，用自家現代主義设计代替，而且特别反感汉普斯特德杨柳路2号的戈德芬格私宅排屋。《金手指》开头的海洛因走私贩姓布莱克威尔，妹妹吸毒成瘾。
恩诺·戈德芬格与奥里克·金手指都是20世纪从东欧移民英国的犹太人，均信奉马克思主义，但两人体型差异很大。历史学家亨利·钱斯洛推测金手指的外型源于美国黄金大鳄小查尔斯·恩格哈德（Charles W. Engelhard Jr.），作者曾于1949年结识。恩格哈德创办贵金属开发公司，规避许多出口限制将金锭直接销往香港。

### 人物
《金手指》中邦德的人物发展比前六部小说更加充分，历史学家杰里米·布莱克（Jeremy Black）认为本书中的邦德“更加复杂”。多年后亲自投身邦德小说创作的作家雷蒙德·本森（Raymond Benson）指出，《金手指》属于过渡作品，书中邦德与过去小说相比更真实，全书更加关注现实生活中平凡真切的一面。这种特点在小说开头便有体现，邦德在迈阿密机场回想他和墨西哥暴徒的打斗直到杀死对手。本森还觉得《金手指》中的邦德更有幽默感，他用言辞污辱奥德贾伯只是觉得好玩。
人类学家安东尼·辛诺特（Anthony Synnott）认为许多邦德小说情节体现种族主义思想，并且觉得本书“最明目张胆”，而且全部涉及朝鲜裔。辛诺特特别指出书中邦德认为“奥德贾伯或其他所有朝鲜裔”“在哺乳动物中等级低于猿猴”的描写为证。本森也认为这一段令邦德颇显偏执，所有邦德小说中只有此处贬低整个种族。
安东尼·伯吉斯1984年的著作《九十九部小说》（Ninety-nine Novels）指出，弗莱明笔下反派都是“不可理喻的恶棍，处处与民主为敌，狂妄自大”，这其中又以金手指最为显著。本森称赞金手指的反面形象塑造比过去六部小说都要出色，人物出场始终表现出多种性格缺陷。布莱克认为金手指可能因身材矮小导致自卑，进而心理扭曲，与作者其他小说中体型特别庞大的反派相反。他的体型很奇怪，身体各部分都不成比例。文学分析家勒罗伊·潘尼克（LeRoy L. Panek）在检视20世纪英国谍报小说的著作中指出，弗莱明在许多小说沿用外型与心理截然相反的简单心理游戏。作者本人也称“邦德从不信任矮子，他们抱着自卑感长大……拿破仑就很矮，希特勒也是。世界上所有的麻烦都是矮子引起。”布莱克认为，如此观点反映出二十世纪早期文学的“种族主义和原始心理学”。
与作者笔下其他大部分反派一样，金手指不是土生土长的英国人（但拥有英国公民身份），其他的反派有苏联人、德国人、犹太人、华裔德国人，甚至还有奴隶。辛诺特发现包括《金手指》在内的许多邦德小说“丑陋、邪恶往往与外国人共存而且相辅相成，丑陋象征邪恶，而且丑陋和外国人就是邪恶的象征”。
弗莱明用惯常套路表现金手指的邪恶，例如他玩牌或打球时都会出千，潘尼克认为这是人物不善交际的传统特征。布莱克声称，弗莱明笔下的金手指为人扫兴，他不像当时大部分人那样吸烟或喝酒，而是付钱找妓女，这都是作者眼中人物欲望不正常的体现。
《罗马评论》（Romanic Review）总编伊丽莎白·拉登森（Elisabeth Ladenson）认为，普茜·嘉萝尔很可能是邦德小说“最令人难忘的外围人物”。书中以邦德勾引她来证明男主角的男子气概足以令女同性恋动心，这在一定程度上反映作者的个人看法，在书中融入邦德的思想表达出来，“女人的参政权导致她们搞不清自身性取向”。此外，正如作者在书中所言：“邦德感受到所有漂亮女同性恋对男人的性挑战”。拉登森指出，嘉萝尔在《金手指》中的地位至关重要，远不像许多邦德女郎那样纯属花瓶：正是她改变心意才促使正义最终战胜邪恶。文化史学家珍妮特·伍拉科特（Janet Woollacott）和托尼·贝内特（Tony Bennett）声称，邦德小说有许多女角色与作者认可的文化规范不符，例如身为女同性恋的嘉萝尔和蒂莉。这其中与邦德上床的女人又会增加故事背景，解释为什么她们又能得到邦德认可。例如嘉萝尔就是被叔叔强奸后变成同性恋。文学和文化史学家斯蒂芬·希思（Stephen Heath）指出，嘉萝尔的女同性恋倾向可以用遭遇强奸后反感男人解释，书中台词解释她与邦德上床的原因：“我以前从未遇到真正的男人”。邦德将身为同性恋的嘉萝尔“转变”成床伴，如此情节“反映出弗莱明的性爱政治”，在布莱克看来，这属于简单粗暴的“大团圆结局”。

## 风格
传媒史学家詹姆斯·查普曼（James Chapman）认为，弗莱明从第六部邦德小说《诺博士》开始采用“奇妙且天马行空的情节”，《金手指》保持如此趋势，而且程度和其他作品相比有过之而无不及。本森也觉得小说情节不切实际，“有时各情节间毫无逻辑可言”，多年后投身邦德小说创作的金斯利·艾米斯称，《金手指》是情节“最令人难以置信”的邦德小说。潘尼克认为，弗莱明的作品往往有共通情节，例如《金手指》、《皇家赌场》和《太空城》都有的牌局；本森认为本作的共通情节比之前几部更多。
弗莱明将小说分成三大块：“偶然”、“巧合”与“敌人作崇”，金手指以此描述邦德与他三次看似随机的碰面。就像《诺博士》一样，前期看来无关紧要的情节——例如本书中的扑克牌局——最后引出查普罗所称的“宏大犯罪阴谋”。布莱克感觉小说结局过于仓促，令人意犹未尽，全书对“孤胆英雄”的塑造过于张扬。
本森与为弗莱明立传的马修·帕克（Matthew Parker）认为《金手指》是最令人目不暇接的邦德小说，节奏很快，动作场面丰富。邦德先在迈阿密，再从纽约赶到伦敦，然后到肯特郡、法国北部和瑞士，回到纽约又赶赴肯塔基州，接着又回纽约再前往哥伦比亚特区，最终飞机在北大西洋迫降。

## 主题
与《皇家赌场》类似，赌博是《金手指》的主题，除以高尔夫球赛赌钱外，小说开头就是凱納斯特紙牌。本森指出，邦德调查金手指的时机也是赌博，用掷硬币来决定战术。书中邦德身为英国间谍，最后却为美国解决大问题，如此设定与《生死关头》和《诺博士》 异曲同工。邦德还在书中警告金手指不要小看英格兰，这可以视为弗莱明对1956年苏伊士运河危机期间美国拒不支持英国的看法。

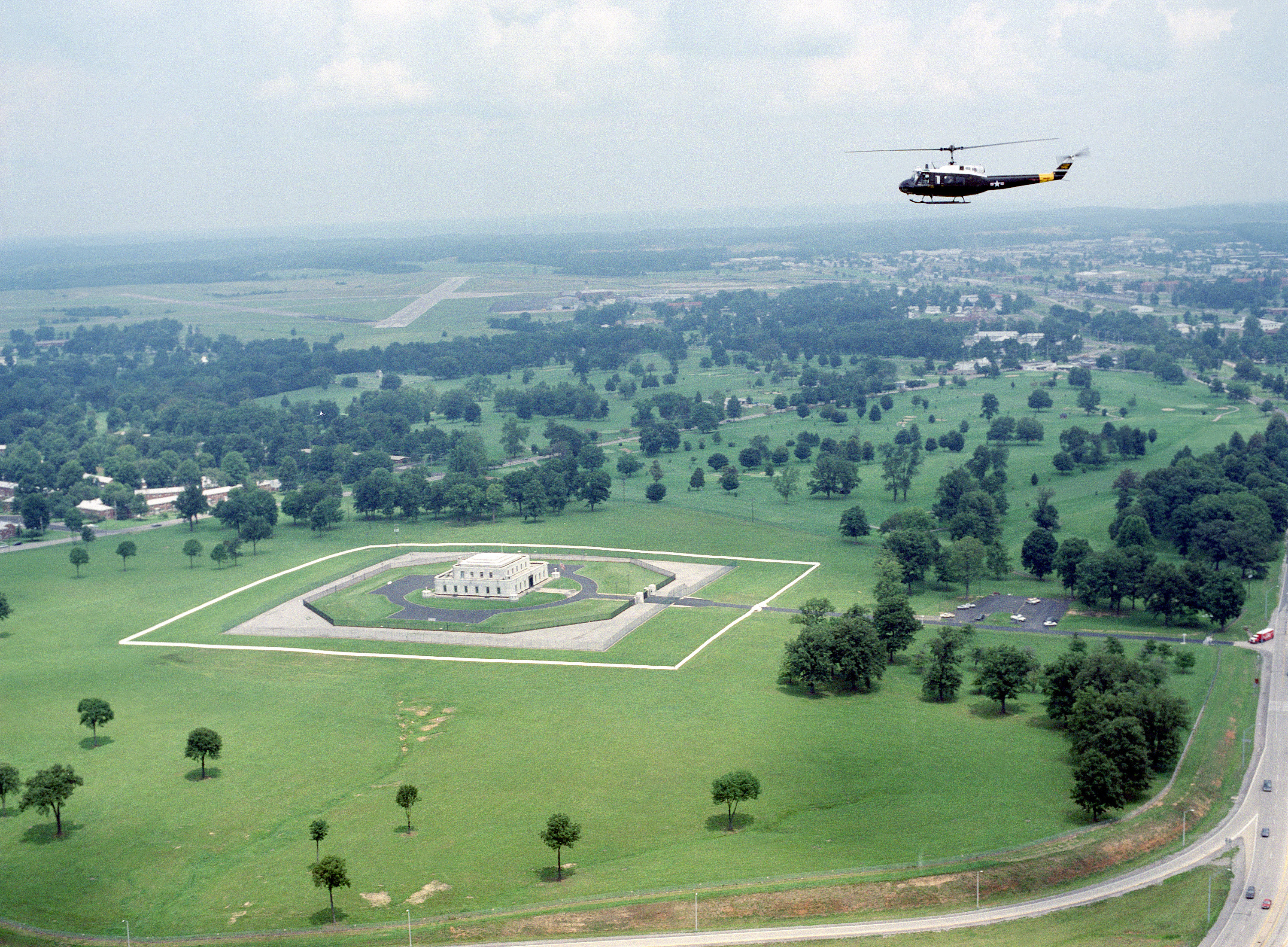
鸟瞰诺克斯堡

本森指出，《金手指》中的邦德类似圣乔治，这在所有邦德小说中都有体现，但本书是作为邦德的想法明确表达，即金手指透露计划用核装置打开金库后。“邦德疲倦地叹口气。朋友们，又到了这样的关键时刻！这次就真的是圣乔治与龙决战了，圣乔治必须采取行动。”布莱克指出，这幅“现代圣乔治”的形象“所指的依然是英格兰，而非英国”。拉登森声称，邦德成为圣乔治后，金手指就像巨龙一样不过是圣乔治前进路上障碍，光荣的骑士拯救女子前必须将它打倒。
拉登森指出，金手指对黄金极其痴迷，姓氏和名字都有黄金之意（奥里克在英语中意为金离子，也是黄金的形容词），他的衣装、头发、汽车和猫都是金色或类似颜色，他的朝鲜裔爪牙是黄种人，他和女人（大多是妓女）上床前还要把她们涂成金色。
像其他邦德小说一样，作者将反派与第二次世界大战联系起来，方便战后读者更加直观地理解这些反派到底有多坏。金手指的部下来自德国空军、日本和朝鲜，他准备在大满贯行动中使用的沙林毒气也是纳粹发明。嘉萝尔为首的全女子犯罪集团部分成员看起来“就像党卫队青年”，强调她们的邪恶。

## 出版和反响

### 出版史
1959年3月23日，乔纳森·凯普出版社（Jonathan Cape）在英国发行《金手指》精装本，全长318页，售价15先令。小说封面与过去四部作品一样由弗莱明亲自设计，主体是人类头骨，齿间连出玫瑰，他聘请理查德·乔平（Richard Chopping）落实设计。维多利亚和阿尔伯特博物馆的乔纳森·霍普森（Jonathan Hopson）指出，封面以“可怕且令人难忘的象征图案表达小说主题：贪婪、性与死亡”。小说附有说明，向“亲爱的读者威廉·普洛默”致敬。《金手指》出版后马上登顶畅销书排行榜，弗莱明参加部分促销活动，如电视节目《书虫》（The Bookman），哈洛德百貨公司的签名售书会。1961年5月，图书出版社在英国发行小说平装本，这年结束前就售出16.1万本。此后小说除多次再版精装本和平装本外，还翻译成多种语言且从未绝版。

### 专业评价
弗莱明的上一部小说《诺博士》在英国恶评如潮，《金手指》的情况要好得多。《觀察家報》刊登莫里斯·理查森（Maurice Richardson）的评论，称“弗莱明先生看起来与现实渐行渐远，开始朝麦克尼尔的原子化、复杂化方向发展”。他称赞作者在情节脱离现实，“哪怕像舌头分叉伸出脸颊”这么夸张的情况下，小说依然写得让人停不下来。在他看来，与过去的邦德小说相比，本书“展示弗莱明先生超级恶魔博物馆的手段最荒诞不经”。此外，他还觉得从文学角度来看，邦德最显著的问题就是人物塑造就像人工合成产物般越来趋于僵化，但这不一定是缺点。罗伊·佩罗特（Roy Perrott）在《曼彻斯特卫报》发文，称“《金手指》……不会让（邦德的）仰慕者失望”。佩罗特认为，小说整体表现再度证明作者状态极佳，与約翰·布肯那些在欧洲各地追车的作品相比毫不逊色，新书令人“爱不释手”，哪怕是对那些想要证明自己极具品味，不看这类作品的读者也不例外。
《泰晤士报》称赞弗莱明的创作引人入胜，读者对邦德的经历身临其境；评论认为小说宏大的情节值得称道，但更出色的还是作者文笔。《泰晤士报文学增刊》（The Times Literary Supplement）的迈克尔·罗布森（Michael Robson）认为，小说“塑造出全新的邦德形象，身为特工，他更放松、更纯粹，男子气概更加张扬。在他看来，小说文笔更加挥洒自如，但也意味着作者的叙事手法略有不同，直到金手指公布邪恶计划才恢复以往作品的风格。《标准晚报》（The Evening Standard）列出邦德小说的成功原因：“性、性虐待、金钱的粗俗一面，权力崇拜、行为和道德标准匮乏”。《星期日泰晤士報》认为《金手指》中的邦德就在罪孽边缘徘徊。《曼彻斯特晚报》（The Manchester Evening News）发文指出，只有弗莱明才能把如此不可思议的情节写得既邪恶又风趣，给人狂热的兴奋感。
弗莱明的传记作者约翰·皮尔森（John Pearson）声称，《纽约时报》评论员安东尼·布彻（Anthony Boucher）堪称“彻头彻尾的反邦德兼反弗莱明狂热分子”，但他的评论也对《金手指》赞赏有加：“整个幻想虽然荒诞，但在我看来依然非常有趣”。《纽约先驱论坛报》（The New York Herald Tribune）刊登詹姆斯·桑多（James Sandoe）的文章，称赞本书是“我们最重要文学魔术师最高质量的惊悚杰作”。
伯吉斯将《金手指》列入1939年以来最优秀的99部英语小说：“弗莱明以强化新闻风格的出色写作功底提升间谍流行小说水准，他创作的政府特工詹姆斯·邦德（007）形象复杂而丰满，足以强迫我们踏上所有历险旅程”。

## 改编
1959年3月18日，《金手指》开始在《每日快報》连载，每日更新，随后又改编成连环漫画并通过该报全球同步发行，同样每日更新，从1960年10月3日开始连载到第二年4月1日，这在邦德小说中尚属首次。英国漫画发行为弗莱明增收1500英镑，全球同步发行给予抽成。漫画由亨利·加米奇（Henry Gammidge）创作，约翰·麦克卢斯基（John McLusky）绘图，后于2005年与《诺博士》、《金刚钻》和《俄罗斯之恋》的连环漫画集结成《诺博士》选集，由泰坦图书（Titan Books）出版。

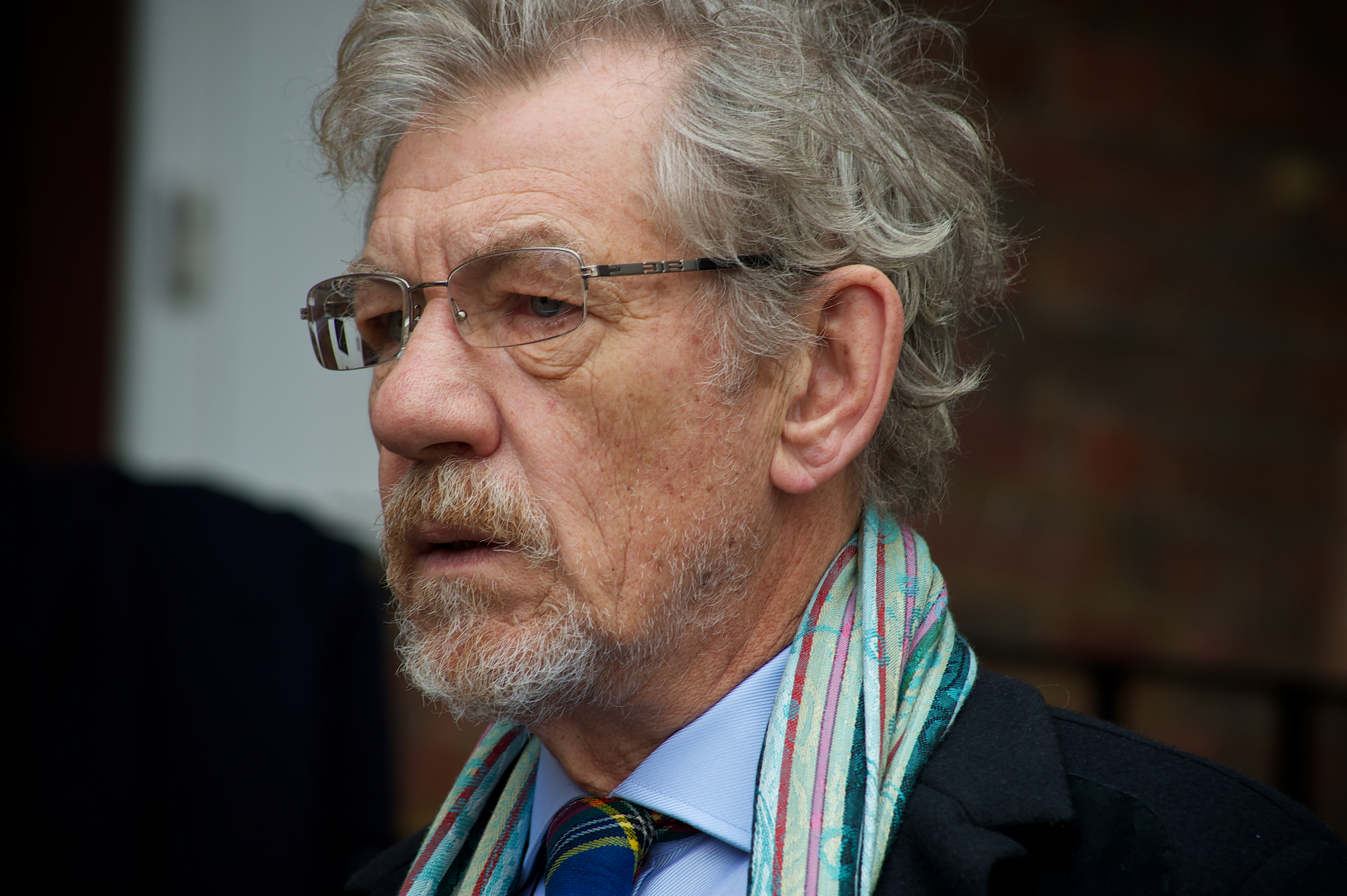
伊恩·麦凯伦饰演BBC广播四台版金手指

1964年，《金手指》改编成同名电影，是詹姆斯·邦德系列电影第三弹，肖恩·康纳利饰演邦德，德国男演员杰特·弗罗比（Gert Fröbe）诠释金手指。电影与小说情节接近，吉尔与蒂莉姐妹的姓氏改为“马斯特森”（Masterson），同时在片中的死亡时间推迟。盗取诺克斯堡黄金的情节改成用髒彈辐射污染金库。艾伦·巴恩斯（Alan Barnes）和马库斯·海恩（Marcus Hearn）认为电影的情节更出色，避免原作部分“可笑的观念”。两人认为，除以辐射污染黄金外，嘉萝尔组织成员化身特技飞行员也比原著中假扮护士更好。
1973年，克里斯托弗·卡赞诺夫（Christopher Cazenove）在英国广播公司纪录片《综合：英国英雄》（Omnibus: The British Hero）出演《金手指》部分精彩片段中的邦德，例如小说中他面对电锯命在旦夕的情节，没有考虑电影版及《金刚钻》采用的激光。
2008年是弗莱明诞辰一百周年，除《诺博士》的改编剧作在BBC廣播四台播出外，Eon制片公司还同意该台改编《金手指》。节目于2010年4月3日播出，《新鐵金剛之不日殺機》中扮演反派的托比·斯蒂芬斯饰演邦德，裴淳华扮演普茜·嘉萝尔，伊恩·麦凯伦诠释金手指。阿奇·斯科特尼（Archie Scottney）将原著改编成节目剧本，马丁·贾维斯（Martin Jarvis）执导。

### 脚注
1. ↑  Fleming（2006a年），第222–223页
2. 1 2  Lycett（1996年），第315页
3. ↑  "Ian Fleming's James Bond Titles". Ian Fleming Publications.
4. 1 2  Lycett（1996年），第345页
5. ↑  Faulks & Fleming（2009年），第320页
6. 1 2 3  Benson（1988年），第17页
7. ↑  Chancellor（2005年），第128页
8. ↑  Griswold（2006年），第9页
9. ↑  Chancellor（2005年），第99页
10. 1 2 3 4 5 6 7 8  Chancellor（2005年），第129页
11. 1 2 3 4  Hopson（2019年）
12. ↑  Benson（1988年），第4页
13. ↑  "Irish buyer for Bond typewriter". The Irish Times.
14. ↑  Fleming（2006b年），第29页
15. ↑  Lycett（1996年），第327页
16. 1 2  Lycett（1996年），第328页
17. 1 2 3 4  Macintyre（2008年），第92页
18. ↑  Warburton（2005年），第3页
19. ↑  Pearson（1967年），第361, 369页
20. ↑  Gant（1966年），第137页
21. 1 2  Chancellor（2005年），第113页
22. ↑  Macintyre（2008年），第180–183页
23. ↑  Thomson（2008年）
24. ↑  Macintyre（2008年），第90–91页
25. ↑  Ezard（2005年）
26. 1 2  Lycett（1996年），第329页
27. 1 2 3  Black（2005年），第40页
28. ↑  Benson（1988年），第114页
29. 1 2 3 4  Benson（1988年），第116页
30. ↑  Synnott（1990年），第420页
31. ↑  Fleming（2006a年），第244页
32. ↑  Fleming（2006a年），第36页
33. 1 2  Burgess（1984年），第74页
34. 1 2 3  Black（2005年），第37页
35. ↑  Eco（2009年），第40页
36. ↑  Panek（1981年），第218页
37. ↑  Fleming（2006a年），第37页
38. ↑  Parker（2014年），第158页
39. 1 2  Bennett & Woollacott（1987年），第72–73页
40. ↑  Synnott（1990年），第413页
41. ↑  Panek（1981年），第208–209页
42. ↑  Ladenson（2003年），第221页
43. ↑  Black（2005年），第106页
44. ↑  Fleming（2006a年），第265页
45. 1 2  Ladenson（2003年），第230页
46. ↑  Fleming（2006a年），第354页
47. ↑  Heath（1982年），第98–99页
48. 1 2 3  Chapman（2009年），第79页
49. ↑  Chapman（2009年），第80页
50. ↑  Amis（1966年），第155页
51. ↑  Panek（1981年），第212页
52. 1 2 3 4  Benson（1988年），第115页
53. 1 2 3  Black（2005年），第39页
54. ↑  Parker（2014年），第243页
55. ↑  Black（2005年），第35页
56. ↑  Chancellor（2005年），第114–175页
57. ↑  Black（2005年），第38–39页
58. 1 2 3 4  Black（2005年），第38页
59. ↑  Benson（1988年），第231页
60. ↑  Fleming（2006a年），第284页
61. ↑  Ladenson（2003年），第222页
62. ↑  Ladenson（2003年），第223页
63. ↑  Fleming（2006a年），第164, 167页
64. ↑  Chancellor（2005年），第116页
65. ↑  Fleming（2006a年），第304页
66. 1 2 3  Robson（1959年），第198页
67. ↑  Chancellor（2005年），第111页
68. 1 2  Benson（1988年），第18页
69. ↑  Macintyre（2008年），第198页
70. ↑  "Tea with an Author". The Observer.
71. ↑  Bennett & Woollacott（2009年），第17页
72. ↑  "Goldfinger". WorldCat.
73. ↑  "Goldfinger". Goodreads.
74. 1 2 3 4  Richardson（1959年），第25页
75. 1 2 3  Perrott（1959年），第8页
76. ↑  "New Fiction". The Times.
77. ↑  Pearson（1967年），第99页
78. ↑  Benson（1988年），第218页
79. ↑  "James Bond meets Auric Goldfinger". Daily Express
80. 1 2  Fleming，Gammidge & McLusky（1988年），第6页
81. ↑  Pearson（1967年），第356页
82. ↑  Clark（2018年）
83. ↑  McLusky等（2009年），第190页
84. ↑  "Goldfinger (1964)". British Film Institute.
85. 1 2  Barnes & Hearn（2001年），第32页
86. ↑  "The British Hero". Radio Times.
87. ↑  Hemley（2009年）
88. ↑  "Goldfinger". BBC.

### 报刊杂志
- . Radio Times. 1973-10-04: 74–79.
- Hemley, Matthew. . The Stage. 2009-10-13. （原始内容存档于2018-07-18）.
- Synnott, Anthony. . International Journal of Politics, Culture, and Society. Spring 1990, 3 (3): 407–426. JSTOR 20006960. doi:10.1007/BF01384969.
- Ezard, John. . The Guardian. 2005-06-03  [2020-12-09]. （原始内容存档于2020-11-16）.
- . The Irish Times. 1995-05-06: 10.
- . Daily Express. 1959-03-17: 1.
- . The Times. 1959-03-26: 15.
- Perrott, Roy. . The Manchester Guardian. 1959-03-26: 8.
- Richardson, Maurice. . The Observer. 1959-03-22: 25.
- Robson, Michael. . The Times Literary Supplement. 1959-04-03: 198.
- . The Observer. 1959-04-05: 20.
- Thomson, Ian. . The Independent. 2008-06-06  [2020-12-09]. （原始内容存档于2020-11-19）.

### 网页
- Clark, Gregory. . MeasuringWorth. 2018  [2020-12-10]. （原始内容存档于2021-04-30）.
- . BBC.   [2020-12-10]. （原始内容存档于2020-11-24）.
- . WorldCat.   [2020-12-10]. （原始内容存档于2021-08-15）.
- . Goodreads.   [2020-12-10]. （原始内容存档于2021-08-15）.
- . Screenonline. British Film Institute.   [2020-12-10]. （原始内容存档于2020-11-26）.
- Hopson, Jonathan. . Victoria and Albert Museum. 2019-03-22  [2020-12-10]. （原始内容存档于2020-09-23）.
- . Ian Fleming Publications.   [2016-09-21]. （原始内容存档于2016-09-21）.